# 라 라 앤서니
라 라 앤서니(La La Anthony, 1983년 6월 25일 ~ )는 미국의 방송인, 작가, 사업가, 배우이다.

## 같이 보기
- 분류:힙합 DJ